# Ramularia uredinis
Ramularia uredinis är en svampart som först beskrevs av W. Voss, och fick sitt nu gällande namn av Pier Andrea Saccardo 1886. Ramularia uredinis ingår i släktet Ramularia och familjen Mycosphaerellaceae.   Inga underarter finns listade i Catalogue of Life.